# Aleksandra Słowik
Aleksandra Słowik (ur. 1946 w Gdańsku) – polska poetka.
Autorka pięciu tomików poetyckich. Wiersze publikowała m.in. w eleWatorze, Migotaniach, Powściągliwości i Pracy oraz Wyspie. Za tomik Pomiędzy kwartałami śpieszył się i zwlekał otrzymała nominację do Orfeusza - Nagrody Poetyckiej im. K.I. Gałczyńskiego 2014. Drugą nominację do tej nagrody otrzymała w 2016 za tom Czuwanie przy zwłokach. Mieszka w Poznaniu.

## Poezja
- Jednoczęściowy wierzchni strój kobiecy (Zaułek Wydawniczy Pomyłka, Szczecin 2010)
- Kolejność stron  (Zaułek Wydawniczy Pomyłka, Szczecin 2011)
- Sakwojaż Penelopy (Zaułek Wydawniczy Pomyłka, Szczecin 2012)
- Pomiędzy kwartałami śpieszył się i zwlekał (Oficyna Wydawnicza Łośgraf, Warszawa 2013)
- Czuwanie przy zwłokach (Zaułek Wydawniczy Pomyłka, Szczecin 2015)
- Sonet. Spętanie (Zaułek Wydawniczy Pomyłka, Szczecin 2016) - wspólnie z: Izabela Fietkiewicz-Paszek, Darek Foks, Teresa Rudowicz, Cezary Sikorski